# Difusão Cultural (editora)
A Difusão Cultural foi uma editora portuguesa que operou nos anos 80 e 90.
Com sede em Lisboa, iniciou a atividade com o apoio da Editora Abril, que detinha parte do capital social, tendo posteriormente sido adquirida por investidores portugueses.
A Difusão teve vários êxitos editoriais, dos quais se destacam os "Os Reis do Mambo Tocam canções de Amor", "Parque Jurássico", "Sol Nascente (livro)".

## Autores
- João César das Neves

- Nuno Rogeiro

- Michael Crichton

- António Vitorino d'Almeida

- James Ellroy

- Óscar Hijuelos

- Peter Drucker

## Colecções
- Casos - policial
- Os americanos e Portugal - sobre as relações EUA - Portugal durante o Estado Novo
- Coisas da Vida
- O que é... - livros de bolso sobre o essencial de vários temas (política, música, etc)
- Homens & Empresas - livros técnicos, de gestão, marketing, etc.
- Clássicos Disney - Coleção de 30 livros e cassetes com 60 histórias clássicas da Disney